# هاکوب ملکونیان
هاکوب مکرتیچی ملکونیان (ارمنی: Հակոբ Մկրտիչի Մելքոնյան؛ زاده ۱۰ مارس ۱۹۴۹ – درگذشته ۲۳ ژوئیهٔ ۲۰۰۶) نویسنده، روزنامه‌نگار، مترجم، و ناشر ارمنی‌تبار اهل بلغارستان بود.  

## زندگینامه
وی در ۱۰ مارس ۱۹۴۹ در بورگاس به دنیا آمد و از دانشگاه صوفیه فارغ التحصیل شد.  وی در ۲۳ ژوئیهٔ ۲۰۰۶ در سن ۵۷ سالگی در صوفیه درگذشت.